# Delinesti
Delinesti – wieś w Rumunii, w okręgu Caraș-Severin, w gminie Păltiniș. W 2011 roku liczyła 418 mieszkańców. 